# Joachim Witt
Joachim Witt (ur. 22 lutego 1949 w Hamburgu) – niemiecki muzyk i aktor, znany też jako Witt.
Joachim Witt swoją działalność artystyczną zaczynał w latach 70. XX wieku najpierw pod pseudonimem Julian (bez sukcesu lansując piosenki „Ich bin ein Mann”, „Ich weiß, ich komm zurück”), potem jako gitarzysta i wokalista krautrockowego zespołu Duesenberg. Wydał z nimi trzy albumy Duesenberg (1977), Duesenberg 2 (1978) i Strangers (1979), a następnie kontynuował solową karierę muzyczną i aktorską.
Joachim Witt stał się w latach 80. XX gwiazdą muzyki pop w Niemczech dzięki takim przebojom, jak „Herbergsvater” i „Der Goldene Reiter”. Należał do czołówki nowofalowego nurtu Neue Deutsche Welle, wraz z takimi wykonawcami, jak Nena i Falco.
Jego głośny comeback nastąpił w końcówce lat 90., gdy zaprezentował hit „Die Flut”, w duecie z Peterem Heppnerem z grupy Wolfsheim oraz popularny w Niemczech i Austrii (w pewnym stopniu również w Polsce) album Bayreuth 1 (1998), którego kontynuacją jest płyta Bayreuth 2 z 2000 r. Witt przedstawił wtedy przebojową muzykę opartą na pomysłach zespołu Rammstein, nawiązującą też do rocka gotyckiego i muzyki poważnej spod znaku Richarda Wagnera. Piosenki z tego okresu: „Und... ich lauf” i „Das geht Tief” zostały zilustrowane ciekawymi teledyskami. Pierwszy nawiązywał do przedwojennych ekspresjonistycznych filmów grozy, a w drugim wideoklipie Joachim Witt wcielił się w Włodzimierza Lenina. Joachim Witt z powodzeniem współpracował też z takimi zespołami i artystami, jak: Apocalyptica, OOMPH!, Angelzoom oraz Tilo Wolff z formacji Lacrimosa.
Joachim Witt sygnował też piosenkę „Vandemar” na albumie Where's Neil When You Need Him? z 2006 będącym kompilacją piosenek opartych na twórczości Neila Gaimana. „Vandemar” nawiązuje do jednego z bohaterów Gaimanowej powieści pt. Nigdziebądź. 31 sierpnia 2007 Witt wydał nowy album Auf Ewig, zawierający płytę DVD z teledyskami i fragmentami koncertów z trasy promującej płytę Bayreuth 3.

## Dyskografia
- Silberblick (1980)
- Edelweiß (1982)
- Märchenblau (1983)
- Mit Rucksack und Harpune (1985)
- Moonlight Nights (1985)
- 10 Millionen Partys (1988)
- Kapitän der Träume (1992)
- Goldener Reiter (1996)
- Witt / Das Beste (1998)
- Bayreuth 1 (1998)
- Bayreuth 2 (2000)
- Eisenherz (2002)
- Pop (2004)
- Bayreuth 3 (2006)
- Auf Ewig (2007)
- Der Fels In Der Brandung (2023)